# 永田峰雄
永田 峰雄（ながた みねお、1954年1月16日 - 2020年7月8日）は、日本のオペラ歌手（テノール）。日本演奏連盟会員。

## 生涯
新潟県長岡市出身。東京芸術大学卒業。同大学院修了。
1986年に行われた第1回日本モーツァルト・コンクールで優勝。1988年、1989年の2回にわたりザルツブルクゾンマーアカデミーコンクールで優勝、モーツァルテウム音楽院最優秀賞を受賞。
1991年にアサヒビール芸術文化財団の奨学生として渡欧。同年、ザルツブルク音楽祭「サティリコン」に出演し、1992年にライプツィヒ歌劇場と客演契約を結ぶ。
1993年にヴュルツブルク歌劇場、1995年にトリーア歌劇場、1996年にギーセン歌劇場、1999年にボン歌劇場、2001年からはミュンスター歌劇場専属歌手となる。
2020年7月8日、東京都の自宅にて死去。66歳没。